# Lisa Holer
Lisa Holer (* 4. Juli 1994 in Rheinfelden AG) ist eine Schweizer Orientierungsläuferin.

## Erfolge
Ihre ersten Erfolge verzeichnete Lisa Holer an diversen Jugendwettkämpfen. Zu ihren grössten Errungenschaften gehören unter anderem der Gewinn der Goldmedaille in der Staffeldisziplin sowie der Bronzemedaille in der Sprintdisziplin bei der Jugend-EM 2009, welche sie beide im darauffolgenden Jahr an der Jugend-EM in Spanien verteidigte. Seit 2015 gehört sie dem nationalen B-Kader der Schweiz an. 2016 lief Lisa Holer erstmals an einem Weltcup- sowie an einem Euromeeting-Event mit.
Ihre erste Medaille an den Schweizermeisterschaften sicherte sich Lisa Holer im Jahr 2017, als sie sich nur von Simone Niggli in der Langdistanz geschlagen geben musste. Ihr erstes Weltmeisterschaftsrennen wird Holer an der WM 2017 in Estland über die Mitteldistanz bestreiten.